# I liga brazylijska w piłce nożnej (1980)
Brazylia 1980
Mistrzem Brazylii został klub CR Flamengo, natomiast wicemistrzem Brazylii – klub Atlético Mineiro.
Do Copa Libertadores w roku 1981 zakwalifikowały się następujące kluby:
- CR Flamengo (mistrz Brazylii)
- Atlético Mineiro (wicemistrz Brazylii)

W 1980 roku w rozgrywkach I ligi brazylijskiej wzięły udział 44 kluby. Nikt nie spadł do drugiej ligi, a w następnym sezonie I liga także liczyła 44 kluby.

## Campeonato Brasileiro Série A 1980

### Uczestnicy
W mistrzostwach Brazylii w 1980 roku wzięły udział 44 kluby, w tym 4 najlepsze kluby II ligi (Taça de Prata) z 1980: América São José do Rio Preto, Americano FC, Bangu AC, Sport Recife. Ponadto udział wzięło 40 najlepszych klubów w mistrzostwach stanowych 1979 roku.
Stan São Paulo reprezentowało 7 klubów:
AA Ponte Preta, Portuguesa São Paulo, Guarani FC, Santos FC, São Paulo, SE Palmeiras i Corinthians Paulista.
Stan Rio de Janeiro reprezentowało 5 klubów: America FC, Botafogo FR, CR Flamengo, CR Vasco da Gama i Fluminense FC.
Stan Rio Grande do Sul reprezentowały 3 kluby: Grêmio Porto Alegre, SC Internacional i SC São Paulo.
Po 2 kluby reprezentowały następujące stany: stan Bahia – EC Bahia i EC Vitória, stan Ceará – Ceará SC i Ferroviário AC, stan Goiás – Atlético Goianiense i Vila Nova FC, stan Minas Gerais – Atlético Mineiro i Cruzeiro EC, stan Parana – Colorado EC i Coritiba FBC, oraz stan Pernambuco – Náutico i Santa Cruz FC.
Następujące stany miały w mistrzostwach Brazylii tylko po 1 klubie: stan Alagoas – Clube de Regatas Brasil, stan Amazonas – Nacional FC, Dystrykt Federalny – SE Gama, stan Espírito Santo – Desportiva Cariacica, stan Maranhão – Maranhão AC, stan Mato Grosso – Mixto EC, stan Mato Grosso do Sul – Operário FC, stan Pará – Clube do Remo, stan Paraíba – Botafogo João Pessoa, stan Piauí – EC Flamengo, stan Rio Grande do Norte – América Natal, stan Santa Catarina – Joinville oraz stan Sergipe – Itabaiana.

### Format rozgrywek
Mistrzostwa Brazylii podzielone zostały na trzy etapy, mające wyłonić najlepszą czwórkę, z której następnie systemem pucharowym wyłoniony miał być mistrz Brazylii. W pierwszym etapie 40 klubów podzielono na 4 grupy – po 10 klubów w każdej grupie. Do drugiego etapu awansowało po 7 klubów z każdej grupy oraz 4 najlepsze kluby w turnieju Taça de Prata. Łącznie do drugiego etapu zakwalifikowały się 32 kluby.
W drugim etapie 32 kluby podzielono na 8 grup, po 4 kluby w każdej grupie. Do 1/8 finału awansowały po 2 najlepsze kluby z każdej grupy.
W trzecim etapie 16 klubów podzielono na 4 grupy, po 4 kluby w każdej grupie. Do 1/2 finału awansowali zwycięzcy grup.
Mecze 1/2 finału oraz finał rozegrano systemem pucharowym mecz i rewanż.
W grupach o kolejności decydowała w pierwszym rzędzie liczba zdobytych punktów, następnie liczba zwycięstw, a na końcu bilans bramkowy.

### Pierwszy etap

#### Grupa A

##### Kolejka 1
| Data           | Mecz                                                                  |
| -------------- | --------------------------------------------------------------------- |
| 23 lutego 1980 | Corinthians Paulista – Joinville 3:2 Sócrates (2), Gil – Ademir, Lico |
| 24 lutego 1980 | Colorado EC – Clube de Regatas Brasil 2:0 Jorge Nobre, Mug            |
| 24 lutego 1980 | Portuguesa São Paulo – EC Bahia 1:0 Enéas                             |
| 24 lutego 1980 | Operário FC – Cruzeiro EC 1:1 Volnei – Édson-Operário s               |
| 24 lutego 1980 | Clube do Remo – Botafogo FR 1:3 Bebeto – Mendonça, Marcelo, Gil       |

##### Kolejka 2
| Data           | Mecz                                                                          |
| -------------- | ----------------------------------------------------------------------------- |
| 27 lutego 1980 | Botafogo FR – Portuguesa São Paulo 4:0 Marcelo (2), Silva, Édson              |
| 27 lutego 1980 | Cruzeiro EC – Clube do Remo 0:0                                               |
| 27 lutego 1980 | Clube de Regatas Brasil – Joinville 2:0 Joãozinho Paulista, Mundinho          |
| 27 lutego 1980 | EC Bahia – Corinthians Paulista 2:3 Osni, Beijoca – Sócrates, Basílio, Djalma |
| 27 lutego 1980 | Colorado EC – Operário FC 2:0 Tiăo Marçal (2)                                 |

##### Kolejka 3
| Data         | Mecz                                                                               |
| ------------ | ---------------------------------------------------------------------------------- |
| 1 marca 1980 | EC Bahia – Clube de Regatas Brasil 1:0 Osni                                        |
| 1 marca 1980 | Cruzeiro EC – Colorado EC 0:0                                                      |
| 2 marca 1980 | Corinthians Paulista – Botafogo FR 2:0 Sócrates, Geraldo                           |
| 2 marca 1980 | Joinville – Portuguesa São Paulo 4:1 Zé Carlos Paulista (2), Naná, Britinho – Caio |
| 2 marca 1980 | Operário FC – Clube do Remo 0:1 Mesquita                                           |

##### Kolejka 4
| Data          | Mecz                                                                  |
| ------------- | --------------------------------------------------------------------- |
| 5 marca 1980  | Botafogo FR – Clube de Regatas Brasil 3:1 Silva (2), Mendonça – Enéas |
| 5 marca 1980  | Operário FC – Corinthians Paulista 0:1 Geraldo                        |
| 5 marca 1980  | Clube do Remo – EC Bahia 1:1 Paulinho – Osni                          |
| 5 marca 1980  | Joinville – Colorado EC 1:1 Zé Carlos Paulista – Jaiminho             |
| 12 marca 1980 | Portuguesa São Paulo – Cruzeiro EC 0:3 Tiăo, Joãozinho, Nelinho       |

##### Kolejka 5
| Data         | Mecz                                                                 |
| ------------ | -------------------------------------------------------------------- |
| 8 marca 1980 | Cruzeiro EC – Joinville 2:1 Eli Carlos (2) – Vágner                  |
| 9 marca 1980 | Colorado EC – Clube do Remo 1:0 Tiăo Marçal                          |
| 9 marca 1980 | Clube de Regatas Brasil – Operário FC 1:3 Élcio – Lima (2), Iaúca    |
| 9 marca 1980 | EC Bahia – Botafogo FR 3:2 Gilcimar (2), Beijoca – Mendonça, Ricardo |
| 9 marca 1980 | Corinthians Paulista – Portuguesa São Paulo 0:0                      |

##### Kolejka 6
| Data          | Mecz |
| ------------- | --- |
| 12 marca 1980 | Joinville – Clube do Remo 3:0 Zé Carlos Paulista (2), Vágner                                               |
| 15 marca 1980 | Botafogo FR – Colorado EC 2:0 Mendonça, Alcir-Colorado s                                                   |
| 16 marca 1980 | Corinthians Paulista – Cruzeiro EC 3:1 Sócrates (2), Geraldo – Nelinho                                     |
| 16 marca 1980 | Clube de Regatas Brasil – Portuguesa São Paulo 4:1 Mundinho, Osmar Barăo, Enéas, Joãozinho Paulista – Caio |
| 16 marca 1980 | Operário FC – EC Bahia 1:0 Lima                                                                            |

##### Kolejka 7
| Data          | Mecz                                                                                    |
| ------------- | --------------------------------------------------------------------------------------- |
| 19 marca 1980 | Clube do Remo – Corinthians Paulista 1:0 Jaci                                           |
| 19 marca 1980 | Botafogo FR – Operário FC 1:1 Mendonça – Arthurzinho                                    |
| 19 marca 1980 | EC Bahia – Joinville 0:0                                                                |
| 20 marca 1980 | Portuguesa São Paulo – Colorado EC 3:1 Marinho-Colorado s, Enéas, Caio – Humberto Ramos |
| 20 marca 1980 | Cruzeiro EC – Clube de Regatas Brasil 0:0                                               |

##### Kolejka 8
| Data          | Mecz                                                                            |
| ------------- | ------------------------------------------------------------------------------- |
| 23 marca 1980 | Joinville – Operário FC 4:0 Zé Carlos Paulista (2), Jorge Luís, Ademir          |
| 23 marca 1980 | Portuguesa São Paulo – Clube do Remo 0:1 Bebeto                                 |
| 23 marca 1980 | Colorado EC – EC Bahia 1:0 Jaiminho                                             |
| 23 marca 1980 | Clube de Regatas Brasil – Corinthians Paulista 1:2 Américo – Biro-Biro, Geraldo |
| 23 marca 1980 | Cruzeiro EC – Botafogo FR 2:1 Nelinho, Luís Carlos – Perivaldo                  |

##### Kolejka 9
| Data          | Mecz                                                                                       |
| ------------- | ------------------------------------------------------------------------------------------ |
| 30 marca 1980 | Clube do Remo – Clube de Regatas Brasil 1:0 Jaci                                           |
| 30 marca 1980 | Operário FC – Portuguesa São Paulo 2:1 Cléber, Altimar – Jorge Luís                        |
| 30 marca 1980 | EC Bahia – Cruzeiro EC 3:0 Osni (2), Douglas                                               |
| 30 marca 1980 | Corinthians Paulista – Colorado EC 4:1 Sócrates, Wilsinho, Geraldo, Píter – Carlos Alberto |
| 30 marca 1980 | Botafogo FR – Joinville 0:0                                                                |

##### Tabela grupy A
| Poz | Klub                    | Mecze | Zw | Rem | Por | Pkt | BrZd | BrStr |
| --- | ----------------------- | ----- | -- | --- | --- | --- | ---- | ----- |
| 1   | Corinthians Paulista    | 9     | 7  | 1   | 1   | 15  | 18   | 8     |
| 2   | Botafogo FR             | 9     | 4  | 2   | 3   | 10  | 16   | 10    |
| 3   | Colorado EC             | 9     | 4  | 2   | 3   | 10  | 9    | 10    |
| 4   | Clube do Remo           | 9     | 4  | 2   | 3   | 10  | 6    | 8     |
| 5   | Cruzeiro EC             | 9     | 3  | 4   | 2   | 10  | 9    | 9     |
| 6   | Joinville               | 9     | 3  | 3   | 3   | 9   | 15   | 9     |
| 7   | EC Bahia                | 9     | 3  | 2   | 4   | 8   | 10   | 9     |
| 8   | Operário FC             | 9     | 3  | 2   | 4   | 8   | 8    | 12    |
| 9   | Clube de Regatas Brasil | 9     | 2  | 1   | 6   | 5   | 9    | 13    |
| 10  | Portuguesa São Paulo    | 9     | 2  | 1   | 6   | 5   | 7    | 19    |

#### Grupa B

##### Kolejka 1
| Data           | Mecz                                                                                  |
| -------------- | ------------------------------------------------------------------------------------- |
| 24 lutego 1980 | SE Palmeiras – EC Vitória 1:1 Jorginho – Sivaldo                                      |
| 24 lutego 1980 | Ceará SC – EC Flamengo 2:1 Gílson (2) – Demir                                         |
| 24 lutego 1980 | Desportiva Cariacica – Guarani FC 1:0 Luís Cláudio                                    |
| 24 lutego 1980 | América Natal – Vila Nova FC 1:0 Marinho                                              |
| 24 lutego 1980 | Fluminense FC – Atlético Mineiro 2:3 Robertinho, Mário – Toninho Cerezo (2), Reinaldo |

##### Kolejka 2
| Data           | Mecz                                                   |
| -------------- | ------------------------------------------------------ |
| 27 lutego 1980 | Ceará SC – América Natal 1:1 Gílson – Paulo César      |
| 27 lutego 1980 | Guarani FC – Fluminense FC 1:2 Careca – Robertinho (2) |
| 27 lutego 1980 | EC Flamengo – EC Vitória 0:0                           |
| 27 lutego 1980 | Vila Nova FC – Desportiva Cariacica 1:0 Miltăo         |
| 27 lutego 1980 | Atlético Mineiro – SE Palmeiras 2:0 Pedrinho, Reinaldo |

##### Kolejka 3
| Data         | Mecz                                                       |
| ------------ | ---------------------------------------------------------- |
| 2 marca 1980 | SE Palmeiras – Guarani FC 0:0                              |
| 2 marca 1980 | EC Vitória – Fluminense FC 1:1 Pita – Cristóvăo            |
| 2 marca 1980 | Vila Nova FC – Ceará SC 0:0                                |
| 2 marca 1980 | América Natal – Desportiva Cariacica 1:1 Marinho – Botelho |
| 2 marca 1980 | Atlético Mineiro – EC Flamengo 2:0 Reinaldo, Palhinha      |

##### Kolejka 4
| Data         | Mecz                                                                             |
| ------------ | -------------------------------------------------------------------------------- |
| 5 marca 1980 | Fluminense FC – Vila Nova FC 4:0 Robertinho (2), Cristóvăo, Zezé Gomes           |
| 5 marca 1980 | Desportiva Cariacica – Atlético Mineiro 1:4 Botelho – Palhinha (2), Pedrinho (2) |
| 5 marca 1980 | Guarani FC – EC Flamengo 3:0 Careca (2), Chiquinho                               |
| 5 marca 1980 | EC Vitória – Ceará SC 0:5 Ivanir (2), Gílson, Carlinhos, Jangada                 |
| 6 marca 1980 | SE Palmeiras – América Natal 4:1 Baroninho (2), Pedrinho, César – Paulo César    |

##### Kolejka 5
| Data         | Mecz |
| ------------ | --- |
| 9 marca 1980 | Vila Nova FC – EC Vitória 0:1vo mecz po bramce strzelonej przez Amarildo zakończył się zwycięstwem klubu Vila Nova 1:0, jednak w klubie Vila Nova grał nieuprawniony zawodnik i mecz zweryfikowano na walkower 0:1 dla klubu Vitória |
| 9 marca 1980 | Atlético Mineiro – Guarani FC 2:0 Éder (2) |
| 9 marca 1980 | EC Flamengo – América Natal 3:0 Carlinhos (2), Caíco |
| 9 marca 1980 | Ceará SC – Desportiva Cariacica 0:0 |
| 9 marca 1980 | Fluminense FC – SE Palmeiras 0:0 |

##### Kolejka 6
| Data          | Mecz                                                                             |
| ------------- | -------------------------------------------------------------------------------- |
| 15 marca 1980 | SE Palmeiras – Vila Nova FC 4:0 Jorginho (2), Baroninho, Carlos Alberto          |
| 16 marca 1980 | Guarani FC – Ceará SC 1:0 Gomes                                                  |
| 16 marca 1980 | EC Flamengo – Fluminense FC 2:2 Jorge, Israel – Mário, Cristóvăo                 |
| 16 marca 1980 | América Natal – Atlético Mineiro 0:0                                             |
| 16 marca 1980 | EC Vitória – Desportiva Cariacica 4:2 Pita (2), Sena, Sivaldo – Luís Cláudio (2) |

##### Kolejka 7
| Data          | Mecz                                                                            |
| ------------- | ------------------------------------------------------------------------------- |
| 19 marca 1980 | Atlético Mineiro – EC Vitória 5:1 Reinaldo (2), Pedrinho, Palhinha, Éder – Pita |
| 19 marca 1980 | Desportiva Cariacica – SE Palmeiras 1:0 Zuza                                    |
| 19 marca 1980 | Vila Nova FC – EC Flamengo 2:1 Triel, Edinho s – ?                              |
| 19 marca 1980 | Fluminense FC – Ceará SC 4:2 Cristóvăo, Mário, Robertinho, Osnir – Ivanir (2)   |
| 20 marca 1980 | Guarani FC – América Natal 1:1 Zenon – Tarso                                    |

##### Kolejka 8
| Data          | Mecz                                                                             |
| ------------- | -------------------------------------------------------------------------------- |
| 22 marca 1980 | Fluminense FC – Desportiva Cariacica 3:1 Zezé Gomes, Mário, Cristóvăo – Botelho  |
| 23 marca 1980 | EC Flamengo – SE Palmeiras 1:4 Décio Costa – César (2), Polozi, Lúcio            |
| 23 marca 1980 | EC Vitória – América Natal 8:1 Sena (3), Pita (2), Válder, Tatá, Sivaldo – Tarso |
| 23 marca 1980 | Ceará SC – Atlético Mineiro 2:1 Didi, Ivanir – Palhinha                          |
| 23 marca 1980 | Vila Nova FC – Guarani FC 1:1 Luís Dario – Careca                                |

##### Kolejka 9
| Data          | Mecz                                                                    |
| ------------- | ----------------------------------------------------------------------- |
| 30 marca 1980 | SE Palmeiras – Ceará SC 3:1 Jorginho, Baroninho, Wílson – Edmar         |
| 30 marca 1980 | América Natal – Fluminense FC 0:0                                       |
| 30 marca 1980 | Atlético Mineiro – Vila Nova FC 3:1 Palhinha (2), Reinaldo – Zé Ronaldo |
| 30 marca 1980 | Guarani FC – EC Vitória 2:0 Careca, Zenon                               |
| 30 marca 1980 | Desportiva Cariacica – EC Flamengo 3:1 Botelho (2), Dario – Caíco       |

##### Tabela grupy B
| Poz | Klub                 | Mecze | Zw | Rem | Por | Pkt | BrZd | BrStr |
| --- | -------------------- | ----- | -- | --- | --- | --- | ---- | ----- |
| 1   | Atlético Mineiro     | 9     | 7  | 1   | 1   | 15  | 22   | 7     |
| 2   | Fluminense FC        | 9     | 4  | 4   | 1   | 12  | 18   | 10    |
| 3   | SE Palmeiras         | 9     | 4  | 3   | 2   | 11  | 16   | 7     |
| 4   | Ceará SC             | 9     | 3  | 3   | 3   | 9   | 13   | 11    |
| 5   | Guarani FC           | 9     | 3  | 3   | 3   | 9   | 9    | 7     |
| 6   | EC Vitória           | 9     | 3  | 3   | 3   | 9   | 16   | 17    |
| 7   | Desportiva Cariacica | 9     | 3  | 2   | 4   | 8   | 10   | 14    |
| 8   | América Natal        | 9     | 1  | 5   | 3   | 7   | 6    | 18    |
| 9   | Vila Nova FC         | 9     | 2  | 2   | 5   | 6   | 5    | 15    |
| 10  | EC Flamengo          | 9     | 1  | 2   | 6   | 4   | 9    | 18    |

#### Grupa C

##### Kolejka 1
| Data           | Mecz                                                                                 |
| -------------- | ------------------------------------------------------------------------------------ |
| 23 lutego 1980 | SC Internacional – Itabaiana 1:2 Bira – Joăo Carlos s, Nílson                        |
| 24 lutego 1980 | Santos FC – CR Flamengo 0:1 Zico                                                     |
| 24 lutego 1980 | SC São Paulo – Botafogo João Pessoa 3:2 Néia (2), Joăo Carlos – Marquinhos, Evilásio |
| 24 lutego 1980 | Náutico – Ferroviário AC 0:0                                                         |
| 24 lutego 1980 | Mixto EC – AA Ponte Preta 1:3 Rinaldo – Ademir (3)                                   |

##### Kolejka 2
| Data           | Mecz                                                             |
| -------------- | ---------------------------------------------------------------- |
| 27 lutego 1980 | Botafogo João Pessoa – Itabaiana 2:1 Magno, Dăo – Mica           |
| 27 lutego 1980 | SC Internacional – Mixto EC 3:1 Bira (2), Valdir Lima – Advílson |
| 27 lutego 1980 | Ferroviário AC – Santos FC 1:1 Nilsinho – Rubens Feijăo          |
| 12 marca 1980  | SC São Paulo – Náutico 1:1 Joăo Carlos – Reinaldo                |

##### Kolejka 3
| Data         | Mecz                                             |
| ------------ | ------------------------------------------------ |
| 1 marca 1980 | Náutico – Botafogo João Pessoa 0:1 Zé Eduardo    |
| 2 marca 1980 | SC São Paulo – Mixto EC 1:1 Marinho – Elmo       |
| 2 marca 1980 | Itabaiana – Santos FC 0:2 Aluísio, Nílton Batata |
| 2 marca 1980 | AA Ponte Preta – Ferroviário AC 0:0              |
| 2 marca 1980 | CR Flamengo – SC Internacional 1:0 Zico          |

##### Kolejka 4
| Data         | Mecz                                                                  |
| ------------ | --------------------------------------------------------------------- |
| 5 marca 1980 | Santos FC – AA Ponte Preta 2:1 Gilberto Costa, Joãozinho – Humberto   |
| 5 marca 1980 | SC Internacional – Ferroviário AC 3:2 Bira (2), Popéia – Nilsinho (2) |
| 5 marca 1980 | Itabaiana – SC São Paulo 2:0 Damiăo, Mica                             |
| 5 marca 1980 | Mixto EC – Náutico 3:1 Elmo (2), Brecha – Marquinhos                  |
| 6 marca 1980 | CR Flamengo – Botafogo João Pessoa 1:2 Tita – Soares, Zé Eduardo      |

##### Kolejka 5
| Data          | Mecz |
| ------------- | --- |
| 8 marca 1980  | Náutico – SC Internacional 0:2 Batista, Cláudio Mineiro                                                                      |
| 8 marca 1980  | Ferroviário AC – Itabaiana 2:1 Almir, Celso – Misso                                                                          |
| 9 marca 1980  | Santos FC – SC São Paulo 2:0 Joãozinho, Rubens Feijăo                                                                        |
| 9 marca 1980  | Mixto EC – CR Flamengo 0:2 Carlos Henrique, Zico                                                                             |
| 23 marca 1980 | AA Ponte Preta – Botafogo João Pessoa 6:2 Serginho (2), Orlando Fumaça, Zé Mário, Parraga, Deca-Bota s – Zé Eduardo, Nicácio |
| 12 marca 1980 | AA Ponte Preta – Itabaiana 3:1 Aílton s, Osvaldo, Odirlei – Mica                                                             |
| 12 marca 1980 | CR Flamengo – Ferroviário AC 2:1 Zico (2) – Almir                                                                            |

##### Kolejka 6
| Data          | Mecz                                                                   |
| ------------- | ---------------------------------------------------------------------- |
| 16 marca 1980 | Itabaiana – Mixto EC 3:2 Mica, Aílton, Damiăo – Hilderaldo (2)         |
| 16 marca 1980 | Ferroviário AC – SC São Paulo 1:0 Nilsinho                             |
| 16 marca 1980 | SC Internacional – AA Ponte Preta 1:0 Bira                             |
| 16 marca 1980 | Náutico – CR Flamengo 2:2 Toninho, Silvano – Tita, Reinaldo            |
| 16 marca 1980 | Botafogo João Pessoa – Santos FC 0:3 Aluísio, Joãozinho, Nílton Batata |

##### Kolejka 7
| Data          | Mecz                                                                  |
| ------------- | --------------------------------------------------------------------- |
| 13 marca 1980 | Botafogo João Pessoa – SC Internacional 2:1 Zé Eduardo, Soares – Bira |
| 19 marca 1980 | AA Ponte Preta – SC São Paulo 4:0 Osvaldo (2), Zé Mario, Parraga      |
| 19 marca 1980 | Ferroviário AC – Mixto EC 1:2 Almir – Tostăo (2)                      |
| 20 marca 1980 | CR Flamengo – Itabaiana 5:0 Zico (4), Tita                            |
| 23 marca 1980 | Santos FC – Náutico 4:1 Joăo Paulo (2), Miro, Aluísio – Reinaldo      |

##### Kolejka 8
| Data          | Mecz                                                         |
| ------------- | ------------------------------------------------------------ |
| 23 marca 1980 | SC São Paulo – CR Flamengo 0:0                               |
| 26 marca 1980 | AA Ponte Preta – Náutico 1:2 Humberto – Marquinhos, Reinaldo |
| 27 marca 1980 | Santos FC – SC Internacional 1:0 Nílton Batata               |
| 27 marca 1980 | Botafogo João Pessoa – Mixto EC 2:0 Dăo (2)                  |

##### Kolejka 9
| Data          | Mecz                                                             |
| ------------- | ---------------------------------------------------------------- |
| 30 marca 1980 | Mixto EC – Santos FC 1:2 Neto s – Joăo Paulo, Rubens Feijăo      |
| 30 marca 1980 | SC Internacional – SC São Paulo 2:1 Motor s, Bira – Joăo Carlos  |
| 30 marca 1980 | Ferroviário AC – Botafogo João Pessoa 1:1 Almir – Dăo            |
| 30 marca 1980 | Itabaiana – Náutico 0:5 Evaristo (3), Paulinho, Reinaldo         |
| 30 marca 1980 | CR Flamengo – AA Ponte Preta 2:2 Nunes, Zico – Serginho, Odirlei |

##### Tabela grupy C
| Poz | Klub                 | Mecze | Zw | Rem | Por | Pkt | BrZd | BrStr |
| --- | -------------------- | ----- | -- | --- | --- | --- | ---- | ----- |
| 1   | Santos FC            | 9     | 7  | 1   | 1   | 15  | 17   | 5     |
| 2   | CR Flamengo          | 9     | 5  | 3   | 1   | 13  | 16   | 7     |
| 3   | Botafogo João Pessoa | 9     | 5  | 1   | 3   | 11  | 14   | 16    |
| 4   | SC Internacional     | 9     | 5  | 0   | 4   | 10  | 13   | 10    |
| 5   | AA Ponte Preta       | 9     | 4  | 2   | 3   | 10  | 20   | 11    |
| 6   | Ferroviário AC       | 9     | 2  | 4   | 3   | 8   | 9    | 10    |
| 7   | Náutico              | 9     | 2  | 3   | 4   | 7   | 12   | 14    |
| 8   | Itabaiana            | 9     | 3  | 0   | 6   | 6   | 10   | 22    |
| 9   | Mixto EC             | 9     | 2  | 1   | 6   | 5   | 11   | 18    |
| 10  | SC São Paulo         | 9     | 1  | 3   | 5   | 5   | 6    | 15    |

#### Grupa D

##### Kolejka 1
| Data           | Mecz                                                     |
| -------------- | -------------------------------------------------------- |
| 23 lutego 1980 | CR Vasco da Gama – America FC 1:0 Jorge Mendonça         |
| 24 lutego 1980 | SE Gama – Maranhão AC 2:0 Fantato (2)                    |
| 24 lutego 1980 | Grêmio Porto Alegre – São Paulo 0:0                      |
| 24 lutego 1980 | Atlético Goianiense – Coritiba FBC 1:1 Alcino – Freitas  |
| 24 lutego 1980 | Nacional FC – Santa Cruz FC 0:2 Joãozinho, Amílton Rocha |

##### Kolejka 2
| Data           | Mecz                                                                                  |
| -------------- | ------------------------------------------------------------------------------------- |
| 27 lutego 1980 | SE Gama – Nacional FC 0:2 Letiéri, Armando                                            |
| 27 lutego 1980 | Coritiba FBC – Grêmio Porto Alegre 2:2 Vílson Tadei, Freitas – Ancheta, Paulo Isidoro |
| 27 lutego 1980 | Santa Cruz FC – Atlético Goianiense 3:1 Paulo César, Joãozinho, Amílton Rocha – Celso |
| 27 lutego 1980 | Maranhão AC – America FC 0:1 Álvaro                                                   |
| 27 lutego 1980 | São Paulo – CR Vasco da Gama 1:2 Serginho – Orlando, Aílton                           |

##### Kolejka 3
| Data         | Mecz                                                                                          |
| ------------ | --------------------------------------------------------------------------------------------- |
| 1 marca 1980 | America FC – Grêmio Porto Alegre 2:4 Alcides, Porto Real – Baltazar(2), Paulo Isidoro, Eurico |
| 1 marca 1980 | São Paulo – Maranhão AC 2:0 Renato, Teodoro                                                   |
| 2 marca 1980 | Nacional FC – Atlético Goianiense 0:0                                                         |
| 2 marca 1980 | Santa Cruz FC – SE Gama 1:1 Baiano – Fantato                                                  |
| 2 marca 1980 | CR Vasco da Gama – Coritiba FBC 0:1 Freitas                                                   |

##### Kolejka 4
| Data          | Mecz                                              |
| ------------- | ------------------------------------------------- |
| 5 marca 1980  | CR Vasco da Gama – Nacional FC 1:0 Paulinho       |
| 5 marca 1980  | Coritiba FBC – Maranhão AC 2:0 Freitas, Escurinho |
| 6 marca 1980  | Grêmio Porto Alegre – Santa Cruz FC 0:0           |
| 6 marca 1980  | America FC – SE Gama 0:0                          |
| 26 marca 1980 | Atlético Goianiense – São Paulo 0:0               |

##### Kolejka 5
| Data          | Mecz                                                                                             |
| ------------- | ------------------------------------------------------------------------------------------------ |
| 8 marca 1980  | São Paulo – Coritiba FBC 5:3 Teodoro, Serginho, Getúlio, Renato, Zé Sérgio – Duílio (2), Eduardo |
| 9 marca 1980  | Santa Cruz FC – America FC 2:1 Betinho, Tadeu Macrini – Alcides                                  |
| 9 marca 1980  | Grêmio Porto Alegre – CR Vasco da Gama 3:1 Baltazar (2), Jurandir – Jorge Mendonça               |
| 9 marca 1980  | SE Gama – Atlético Goianiense 1:1 Fantato – Alexandre Bueno                                      |
| 12 marca 1980 | Maranhão AC – Nacional FC 0:0                                                                    |

##### Kolejka 6
| Data          | Mecz                                                                |
| ------------- | ------------------------------------------------------------------- |
| 15 marca 1980 | America FC – Atlético Goianiense 1:1 Celso – Alcino                 |
| 16 marca 1980 | Coritiba FBC – SE Gama 2:1 Escurinho, Santos – Fantato              |
| 16 marca 1980 | CR Vasco da Gama – Santa Cruz FC 2:0 Jorge Mendonça (2)             |
| 16 marca 1980 | Nacional FC – São Paulo 2:2 Letiéri, Nílton – Serginho, Aílton Lira |
| 16 marca 1980 | Maranhão AC – Grêmio Porto Alegre 1:1 Antônio Carlos – Baltazar     |

##### Kolejka 7
| Data          | Mecz                                                                           |
| ------------- | ------------------------------------------------------------------------------ |
| 12 marca 1980 | Atlético Goianiense – CR Vasco da Gama 1:0 Luís Poiâni                         |
| 19 marca 1980 | Grêmio Porto Alegre – SE Gama 5:1 Tarciso (2), Baltazar (2), Ancheta – Santana |
| 19 marca 1980 | São Paulo – America FC 2:0 Renato, Zé Sérgio                                   |
| 19 marca 1980 | Coritiba FBC – Nacional FC 3:0 Freitas (2), Santos                             |
| 19 marca 1980 | Santa Cruz FC – Maranhão AC 1:1 Betinho – Neco                                 |

##### Kolejka 8
| Data          | Mecz                                                                |
| ------------- | ------------------------------------------------------------------- |
| 23 marca 1980 | SE Gama – São Paulo 2:2 Fantato, Robertinho – Serginho, Aílton Lira |
| 23 marca 1980 | America FC – Nacional FC 4:0 Uchoa (2), Alcides, Porto Real         |
| 23 marca 1980 | Grêmio Porto Alegre – Atlético Goianiense 0:1 Gilberto              |
| 23 marca 1980 | Santa Cruz FC – Coritiba FBC 2:1 Frazăo, Dario – Escurinho          |
| 26 marca 1980 | Maranhão AC – CR Vasco da Gama 0:0                                  |

##### Kolejka 9
| Data          | Mecz                                                                                    |
| ------------- | --------------------------------------------------------------------------------------- |
| 30 marca 1980 | Atlético Goianiense – Maranhão AC 5:1 Alexandre Bueno (2), Gilberto (2), Alcino – Djaro |
| 30 marca 1980 | São Paulo – Santa Cruz FC 3:1 Serginho (2), Aílton Lira – Valdarez                      |
| 30 marca 1980 | Coritiba FBC – America FC 1:0 Escurinho                                                 |
| 30 marca 1980 | Nacional FC – Grêmio Porto Alegre 0:3 Baltazar (3)                                      |
| 30 marca 1980 | CR Vasco da Gama – SE Gama 5:1 Wilsinho (2), Dudu (2), Joăo Luís – Roldăo               |

##### Tabela grupy D
| Poz | Klub                | Mecze | Zw | Rem | Por | Pkt | BrZd | BrStr |
| --- | ------------------- | ----- | -- | --- | --- | --- | ---- | ----- |
| 1   | Coritiba FBC        | 9     | 5  | 2   | 2   | 12  | 16   | 11    |
| 2   | Grêmio Porto Alegre | 9     | 4  | 4   | 1   | 12  | 18   | 8     |
| 3   | São Paulo           | 9     | 4  | 4   | 1   | 12  | 17   | 10    |
| 4   | CR Vasco da Gama    | 9     | 5  | 1   | 3   | 11  | 12   | 7     |
| 5   | Santa Cruz FC       | 9     | 4  | 3   | 2   | 11  | 12   | 10    |
| 6   | Atlético Goianiense | 9     | 3  | 5   | 1   | 11  | 11   | 7     |
| 7   | America FC          | 9     | 2  | 2   | 5   | 6   | 9    | 11    |
| 8   | SE Gama             | 9     | 1  | 4   | 4   | 6   | 9    | 18    |
| 9   | Nacional FC         | 9     | 1  | 3   | 5   | 5   | 4    | 15    |
| 10  | Maranhão AC         | 9     | 0  | 4   | 5   | 4   | 3    | 14    |

#### Taça de Prata
Z drugiej ligi (Campeonato Brasileiro Série B) do drugiego etapu zakwalifikowały się następujące kluby:
- América São José do Rio Preto
- Americano FC
- Bangu AC
- Sport Recife

### Drugi etap

#### Grupa E

##### Kolejka 1
| Data            | Mecz                                                    |
| --------------- | ------------------------------------------------------- |
| 6 kwietnia 1980 | Corinthians Paulista – CR Vasco da Gama 1:1 Píter – Iva |
| 6 kwietnia 1980 | EC Vitória – Náutico 1:0 Sena                           |

##### Kolejka 2
| Data             | Mecz                                                                        |
| ---------------- | --------------------------------------------------------------------------- |
| 3 kwietnia 1980  | CR Vasco da Gama – EC Vitória 2:0 Wilsinho, Jorge Mendonça                  |
| 13 kwietnia 1980 | Náutico – Corinthians Paulista 1:2 Carlos Alberto Rocha – Wilsinho, Geraldo |

##### Kolejka 3
| Data             | Mecz                                                                                |
| ---------------- | ----------------------------------------------------------------------------------- |
| 9 kwietnia 1980  | CR Vasco da Gama – Náutico 2:2 Paulinho, Jorge Mendonça – Evaristo, Cléber          |
| 26 kwietnia 1980 | Corinthians Paulista – EC Vitória 5:0 Wladimir, Geraldo, Carlinhos, Sócrates, Píter |

##### Kolejka 4
| Data             | Mecz                                                                                               |
| ---------------- | -------------------------------------------------------------------------------------------------- |
| 21 kwietnia 1980 | EC Vitória – Corinthians Paulista 2:6 Pita (2) – Píter (2), Sócrates (2), Geraldo Souto s, Geraldo |
| 21 kwietnia 1980 | Náutico – CR Vasco da Gama 0:1 Guina                                                               |

##### Kolejka 5
| Data        | Mecz                                                                                  |
| ----------- | ------------------------------------------------------------------------------------- |
| 3 maja 1980 | Náutico – EC Vitória 2:0 Reinaldo, Evaristo                                           |
| 4 maja 1980 | CR Vasco da Gama – Corinthians Paulista 5:2 Roberto Dinamite (5) – Caçapava, Sócrates |

##### Kolejka 6
| Data        | Mecz                                                                            |
| ----------- | ------------------------------------------------------------------------------- |
| 7 maja 1980 | EC Vitória – CR Vasco da Gama 0:5 Roberto Dinamite (3), Catinha, Jorge Mendonça |
| 7 maja 1980 | Corinthians Paulista – Náutico 3:0 Wilsinho, Toninho, Eli                       |

##### Tabela grupy E
| Poz | Klub                 | Mecze | Zw | Rem | Por | Pkt | BrZd | BrStr |
| --- | -------------------- | ----- | -- | --- | --- | --- | ---- | ----- |
| 1   | CR Vasco da Gama     | 6     | 4  | 2   | 0   | 10  | 16   | 5     |
| 2   | Corinthians Paulista | 6     | 4  | 1   | 1   | 9   | 19   | 9     |
| 3   | Náutico              | 6     | 1  | 1   | 4   | 3   | 5    | 9     |
| 4   | EC Vitória           | 6     | 1  | 0   | 5   | 2   | 3    | 20    |

#### Grupa F

##### Kolejka 1
| Data            | Mecz                                                                              |
| --------------- | --------------------------------------------------------------------------------- |
| 6 kwietnia 1980 | Americano FC – Ceará SC 0:1 Didi                                                  |
| 6 kwietnia 1980 | Botafogo FR – São Paulo 3:3 Renato Sá, Wesley, Mendonça – Renato, Serginho, Assis |

##### Kolejka 2
| Data             | Mecz                                                                      |
| ---------------- | ------------------------------------------------------------------------- |
| 13 kwietnia 1980 | Ceará SC – Botafogo FR 1:3 Jorge Luís – Cláudio Adăo, Perivaldo, Mendonça |
| 13 kwietnia 1980 | Americano FC – São Paulo 0:0                                              |

##### Kolejka 3
| Data             | Mecz                                               |
| ---------------- | -------------------------------------------------- |
| 17 kwietnia 1980 | São Paulo – Ceará SC 2:1 Assis, Serginho – Ivanir  |
| 17 kwietnia 1980 | Botafogo FR – Americano FC 2:0 Mendonça, Perivaldo |

##### Kolejka 4
| Data             | Mecz                                              |
| ---------------- | ------------------------------------------------- |
| 20 kwietnia 1980 | São Paulo – Botafogo FR 3:0 Serginho (2), Getúlio |
| 21 kwietnia 1980 | Ceará SC – Americano FC 0:0                       |

##### Kolejka 5
| Data             | Mecz                                                                                        |
| ---------------- | ------------------------------------------------------------------------------------------- |
| 27 kwietnia 1980 | Americano FC – Botafogo FR 1:0 Marinho                                                      |
| 27 kwietnia 1980 | Ceará SC – São Paulo 3:3 Jorge Nei, Edmar, Roberto Bacuri – Aílton Lira, Zé Sérgio, Getúlio |

##### Kolejka 6
| Data        | Mecz                                                                |
| ----------- | ------------------------------------------------------------------- |
| 4 maja 1980 | São Paulo – Americano FC 4:1 Serginho (2), Renato, Zizinho Té       |
| 4 maja 1980 | Botafogo FR – Ceará SC 3:1 Zuza, Renato Sá, Cláudio Adăo – Jorginho |

##### Tabela grupy F
| Poz | Klub         | Mecze | Zw | Rem | Por | Pkt | BrZd | BrStr |
| --- | ------------ | ----- | -- | --- | --- | --- | ---- | ----- |
| 1   | São Paulo    | 6     | 3  | 3   | 0   | 9   | 15   | 8     |
| 2   | Botafogo FR  | 6     | 3  | 1   | 2   | 7   | 11   | 9     |
| 3   | Ceará SC     | 6     | 1  | 2   | 3   | 4   | 7    | 11    |
| 4   | Americano FC | 6     | 1  | 2   | 3   | 4   | 2    | 7     |

#### Grupa G

##### Kolejka 1
| Data            | Mecz                                                      |
| --------------- | --------------------------------------------------------- |
| 6 kwietnia 1980 | SC Internacional – EC Bahia 5:0 Jair (3), Bira, Batista   |
| 6 kwietnia 1980 | Atlético Goianiense – Atlético Mineiro 0:2 Palhinha, Éder |

##### Kolejka 2
| Data             | Mecz                                                             |
| ---------------- | ---------------------------------------------------------------- |
| 9 kwietnia 1980  | Atlético Mineiro – SC Internacional 1:2 Jorge Valença – Bira (2) |
| 13 kwietnia 1980 | EC Bahia – Atlético Goianiense 2:1 Freitas, Douglas – Gilberto   |

##### Kolejka 3
| Data             | Mecz                                                                              |
| ---------------- | --------------------------------------------------------------------------------- |
| 3 kwietnia 1980  | Atlético Goianiense – SC Internacional 1:4 Galli – Bira (2), Mário Sérgio, Falcăo |
| 20 kwietnia 1980 | EC Bahia – Atlético Mineiro 0:1 Pedrinho                                          |

##### Kolejka 4
| Data             | Mecz                                                                                |
| ---------------- | ----------------------------------------------------------------------------------- |
| 23 kwietnia 1980 | SC Internacional – Atlético Mineiro 1:3 Bira – Toninho Cerezo (2), Fernando Roberto |
| 27 kwietnia 1980 | Atlético Goianiense – EC Bahia 2:1 Chiquito (2) – Washington Luís                   |

##### Kolejka 5
| Data        | Mecz                                                                    |
| ----------- | ----------------------------------------------------------------------- |
| 4 maja 1980 | EC Bahia – SC Internacional 1:3 Severino – Adílson (2), Batista         |
| 4 maja 1980 | Atlético Mineiro – Atlético Goianiense 3:1 Éder (2), Pedrinho – Valtair |

##### Kolejka 6
| Data        | Mecz                                                                                |
| ----------- | ----------------------------------------------------------------------------------- |
| 7 maja 1980 | SC Internacional – Atlético Goianiense 4:0 Jair (2), Falcăo, Batista                |
| 7 maja 1980 | Atlético Mineiro – EC Bahia 5:1 Fernando Roberto (2), Pedrinho (2), Éder – Gilcimar |

##### Tabela grupy G
| Poz | Klub                | Mecze | Zw | Rem | Por | Pkt | BrZd | BrStr |
| --- | ------------------- | ----- | -- | --- | --- | --- | ---- | ----- |
| 1   | SC Internacional    | 6     | 5  | 0   | 1   | 10  | 19   | 6     |
| 2   | Atlético Mineiro    | 6     | 5  | 0   | 1   | 10  | 15   | 5     |
| 3   | Atlético Goianiense | 6     | 1  | 0   | 5   | 2   | 5    | 16    |
| 4   | EC Bahia            | 6     | 1  | 0   | 5   | 2   | 5    | 17    |

#### Grupa H

##### Kolejka 1
| Data            | Mecz                                                                      |
| --------------- | ------------------------------------------------------------------------- |
| 5 kwietnia 1980 | Sport Recife – Botafogo João Pessoa 2:1 Lola, Nivaldo – Dăo               |
| 6 kwietnia 1980 | Cruzeiro EC – Fluminense FC 3:1 Luís Carlos, Nélio, Joãozinho – Cristóvăo |

##### Kolejka 2
| Data             | Mecz                                                                   |
| ---------------- | ---------------------------------------------------------------------- |
| 12 kwietnia 1980 | Fluminense FC – Sport Recife 2:1 Robertinho, Tulica – Jorge Campos     |
| 13 kwietnia 1980 | Botafogo João Pessoa – Cruzeiro EC 0:3 Nelinho, Joãozinho, Luís Carlos |

##### Kolejka 3
| Data             | Mecz                                                         |
| ---------------- | ------------------------------------------------------------ |
| 16 kwietnia 1980 | Sport Recife – Cruzeiro EC 0:1 Luís Carlos                   |
| 17 kwietnia 1980 | Botafogo João Pessoa – Fluminense FC 1:1 Marquinhos – Tulica |

##### Kolejka 4
| Data             | Mecz                                                      |
| ---------------- | --------------------------------------------------------- |
| 20 kwietnia 1980 | Cruzeiro EC – Botafogo João Pessoa 1:1 Alexandre – Dăo    |
| 20 kwietnia 1980 | Sport Recife – Fluminense FC 1:1 Jorge Campos – Ramirez s |

##### Kolejka 5
| Data             | Mecz                                                           |
| ---------------- | -------------------------------------------------------------- |
| 27 kwietnia 1980 | Fluminense FC – Cruzeiro EC 0:0                                |
| 27 kwietnia 1980 | Botafogo João Pessoa – Sport Recife 1:1 Cícero s – Didi Duarte |

##### Kolejka 6
| Data        | Mecz                                                                               |
| ----------- | ---------------------------------------------------------------------------------- |
| 3 maja 1980 | Cruzeiro EC – Sport Recife 2:0 Tiăo, Eli Carlos                                    |
| 3 maja 1980 | Fluminense FC – Botafogo João Pessoa 4:0 Zezé Gomes, Tulica, Robertinho, Cristóvăo |

##### Tabela grupy H
| Poz | Klub                 | Mecze | Zw | Rem | Por | Pkt | BrZd | BrStr |
| --- | -------------------- | ----- | -- | --- | --- | --- | ---- | ----- |
| 1   | Cruzeiro EC          | 6     | 4  | 2   | 0   | 10  | 10   | 2     |
| 2   | Fluminense FC        | 6     | 2  | 3   | 1   | 7   | 9    | 6     |
| 3   | Sport Recife         | 6     | 1  | 2   | 3   | 4   | 5    | 8     |
| 4   | Botafogo João Pessoa | 6     | 0  | 3   | 3   | 3   | 4    | 12    |

#### Grupa I

##### Kolejka 1
| Data            | Mecz                                                                           |
| --------------- | ------------------------------------------------------------------------------ |
| 5 kwietnia 1980 | Santos FC – Guarani FC 4:1 Nílton Batata (2), Claudinho, Rubens Feijăo – Zenon |
| 6 kwietnia 1980 | Joinville – America FC 1:1 Zé Carlos Paulista – Porto Real                     |

##### Kolejka 2
| Data             | Mecz                                     |
| ---------------- | ---------------------------------------- |
| 13 kwietnia 1980 | Santos FC – America FC 0:1 Porto Real    |
| 13 kwietnia 1980 | Guarani FC – Joinville 2:0 Careca, Frank |

##### Kolejka 3
| Data             | Mecz                                                     |
| ---------------- | -------------------------------------------------------- |
| 20 kwietnia 1980 | America FC – Guarani FC 1:0 Neca                         |
| 20 kwietnia 1980 | Joinville – Santos FC 2:0 Zé Carlos Paulista, Jorge Luís |

##### Kolejka 4
| Data             | Mecz                                            |
| ---------------- | ----------------------------------------------- |
| 23 kwietnia 1980 | America FC – Santos FC 0:2 Aluísio, Joăo Luís s |
| 23 kwietnia 1980 | Joinville – Guarani FC 0:0                      |

##### Kolejka 5
| Data             | Mecz                                        |
| ---------------- | ------------------------------------------- |
| 27 kwietnia 1980 | Guarani FC – America FC 1:0 Heraldo s       |
| 27 kwietnia 1980 | Santos FC – Joinville 2:0 Rubens Feijăo (2) |

##### Kolejka 6
| Data        | Mecz                                                                      |
| ----------- | ------------------------------------------------------------------------- |
| 4 maja 1980 | America FC – Joinville 2:2 Uchoa, Porto Real – Zé Carlos Paulista, Mateus |
| 4 maja 1980 | Guarani FC – Santos FC 1:1 Péricles – Rubens Feijăo                       |

##### Baraż o 2 miejsce
| Mecz                                                                        |
| --------------------------------------------------------------------------- |
| Guarani FC – America FC 3:2 Careca, Zé Dilson s, Uchoa s – Porto Real, Nedo |

##### Tabela grupy I
| Poz | Klub       | Mecze | Zw | Rem | Por | Pkt | BrZd | BrStr |
| --- | ---------- | ----- | -- | --- | --- | --- | ---- | ----- |
| 1   | Santos FC  | 6     | 3  | 1   | 2   | 7   | 9    | 5     |
| 2   | Guarani FC | 6     | 2  | 2   | 2   | 6   | 5    | 6     |
| 3   | America FC | 6     | 2  | 2   | 2   | 6   | 5    | 6     |
| 4   | Joinville  | 6     | 1  | 3   | 2   | 5   | 5    | 7     |

#### Grupa J

##### Kolejka 1
| Data            | Mecz                                                               |
| --------------- | ------------------------------------------------------------------ |
| 6 kwietnia 1980 | SE Palmeiras – Bangu AC 2:3 Mococa (2) – Luisăo (2), Paulo Roberto |
| 6 kwietnia 1980 | Santa Cruz FC – CR Flamengo 0:0                                    |

##### Kolejka 2
| Data             | Mecz                                                                                  |
| ---------------- | ------------------------------------------------------------------------------------- |
| 13 kwietnia 1980 | Bangu AC – Santa Cruz FC 1:1 Luisăo – Paulo Galvăo                                    |
| 13 kwietnia 1980 | CR Flamengo – SE Palmeiras 6:2 Tita (2), Zico (2), Toninho, Nunes – Baroninho, Mococa |

##### Kolejka 3
| Data             | Mecz                                            |
| ---------------- | ----------------------------------------------- |
| 16 kwietnia 1980 | CR Flamengo – Bangu AC 2:1 Zico, Nunes – Ademir |
| 16 kwietnia 1980 | SE Palmeiras – Santa Cruz FC 1:0 Pedrinho       |

##### Kolejka 4
| Data             | Mecz                                                                 |
| ---------------- | -------------------------------------------------------------------- |
| 20 kwietnia 1980 | Bangu AC – SE Palmeiras 0:1 Mococa                                   |
| 21 kwietnia 1980 | CR Flamengo – Santa Cruz FC 2:1 Andrade, Júlio César – Tadeu Macrini |

##### Kolejka 5
| Data             | Mecz                                                                       |
| ---------------- | -------------------------------------------------------------------------- |
| 27 kwietnia 1980 | SE Palmeiras – CR Flamengo 2:2 Jorginho, Baroninho – Tita, Carlos Henrique |
| 27 kwietnia 1980 | Santa Cruz FC – Bangu AC 4:1 Tadeu Macrini (3), Joãozinho – Dé             |

##### Kolejka 6
| Data        | Mecz                                                            |
| ----------- | --------------------------------------------------------------- |
| 4 maja 1980 | Santa Cruz FC – SE Palmeiras 2:2 Baiano, Betinho – Lúcio, César |
| 4 maja 1980 | Bangu AC – CR Flamengo 0:3 Tita (3)                             |

##### Tabela grupy J
| Poz | Klub          | Mecze | Zw | Rem | Por | Pkt | BrZd | BrStr |
| --- | ------------- | ----- | -- | --- | --- | --- | ---- | ----- |
| 1   | CR Flamengo   | 6     | 4  | 2   | 0   | 10  | 15   | 6     |
| 2   | SE Palmeiras  | 6     | 2  | 2   | 2   | 6   | 10   | 13    |
| 3   | Santa Cruz FC | 6     | 1  | 3   | 2   | 5   | 8    | 7     |
| 4   | Bangu AC      | 6     | 1  | 1   | 4   | 3   | 6    | 13    |

#### Grupa K

##### Kolejka 1
| Data            | Mecz                                                                     |
| --------------- | ------------------------------------------------------------------------ |
| 6 kwietnia 1980 | Clube do Remo – Coritiba FBC 0:1 Escurinho                               |
| 6 kwietnia 1980 | Desportiva Cariacica – Ferroviário AC 3:1 Cacildo, Botelho, Zuza – Almir |

##### Kolejka 2
| Data             | Mecz                                    |
| ---------------- | --------------------------------------- |
| 12 kwietnia 1980 | Ferroviário AC – Clube do Remo 0:0      |
| 13 kwietnia 1980 | Desportiva Cariacica – Coritiba FBC 0:0 |

##### Kolejka 3
| Data             | Mecz                                                                                                |
| ---------------- | --------------------------------------------------------------------------------------------------- |
| 16 kwietnia 1980 | Coritiba FBC – Ferroviário AC 7:1 Freitas (3), Escurinho (2), Gílson Paulino, Joăo Carlos – Ricardo |
| 16 kwietnia 1980 | Clube do Remo – Desportiva Cariacica 5:0 Jaci (4), Mego                                             |

##### Kolejka 4
| Data             | Mecz                                              |
| ---------------- | ------------------------------------------------- |
| 20 kwietnia 1980 | Coritiba FBC – Clube do Remo 1:0 Freitas          |
| 20 kwietnia 1980 | Ferroviário AC – Desportiva Cariacica 0:1 Botelho |

##### Kolejka 5
| Data             | Mecz                                                                            |
| ---------------- | ------------------------------------------------------------------------------- |
| 26 kwietnia 1980 | Ferroviário AC – Coritiba FBC 1:1 Paulo Henrique – Vílson Tadei                 |
| 27 kwietnia 1980 | Desportiva Cariacica – Clube do Remo 3:1 Botelho, Cacildo, Gilberto – Marcelino |

##### Kolejka 6
| Data        | Mecz                                                                                                 |
| ----------- | --- |
| 4 maja 1980 | Coritiba FBC – Desportiva Cariacica 7:1 Claudinho (3), Gardel (2), Freitas, Rodinaldo – Luís Cláudio |
| 4 maja 1980 | Clube do Remo – Ferroviário AC 2:1 Bebeto, Jasson – Celso                                            |

##### Tabela grupy K
| Poz | Klub                 | Mecze | Zw | Rem | Por | Pkt | BrZd | BrStr |
| --- | -------------------- | ----- | -- | --- | --- | --- | ---- | ----- |
| 1   | Coritiba FBC         | 6     | 4  | 2   | 0   | 10  | 17   | 3     |
| 2   | Desportiva Cariacica | 6     | 3  | 1   | 2   | 7   | 8    | 14    |
| 3   | Clube do Remo        | 6     | 2  | 1   | 3   | 5   | 8    | 6     |
| 4   | Ferroviário AC       | 6     | 0  | 2   | 4   | 2   | 4    | 14    |

#### Grupa L

##### Kolejka 1
| Data            | Mecz                                                                                          |
| --------------- | --------------------------------------------------------------------------------------------- |
| 5 kwietnia 1980 | Grêmio Porto Alegre – AA Ponte Preta 0:2 Mauro s, Serginho                                    |
| 5 kwietnia 1980 | Colorado EC – América São José do Rio Preto 5:0 Tiăo Marçal (2), Jorge Lima s, Caxias, Castor |

##### Kolejka 2
| Data             | Mecz                                                                                                |
| ---------------- | --------------------------------------------------------------------------------------------------- |
| 13 kwietnia 1980 | Colorado EC – AA Ponte Preta 0:1 Osvaldo                                                            |
| 13 kwietnia 1980 | América São José do Rio Preto – Grêmio Porto Alegre 1:3 Marcelo – Jurandir, Paulo Isidoro, Baltazar |

##### Kolejka 3
| Data             | Mecz                                                                                      |
| ---------------- | ----------------------------------------------------------------------------------------- |
| 16 kwietnia 1980 | Grêmio Porto Alegre – Colorado EC 3:2 Paulo Isidoro (2), Tarciso – Buiăo, Tiăo Marçal     |
| 16 kwietnia 1980 | AA Ponte Preta – América São José do Rio Preto 3:2 Serginho, Dicá, Osvaldo – Mazola, Rota |

##### Kolejka 4
| Data             | Mecz                                                         |
| ---------------- | ------------------------------------------------------------ |
| 20 kwietnia 1980 | América São José do Rio Preto – Colorado EC 2:0 Rota, Mazola |
| 20 kwietnia 1980 | AA Ponte Preta – Grêmio Porto Alegre 0:1 Jurandir            |

##### Kolejka 5
| Data             | Mecz                                                                                 |
| ---------------- | ------------------------------------------------------------------------------------ |
| 27 kwietnia 1980 | Colorado EC – Grêmio Porto Alegre 0:1 Baltazar                                       |
| 27 kwietnia 1980 | América São José do Rio Preto – AA Ponte Preta 1:2 Rota – Serginho, Toninho Oliveira |

##### Kolejka 6
| Data        | Mecz                                                                                             |
| ----------- | ------------------------------------------------------------------------------------------------ |
| 3 maja 1980 | AA Ponte Preta – Colorado EC 0:2 Jaiminho, Freitas                                               |
| 4 maja 1980 | Grêmio Porto Alegre – América São José do Rio Preto 5:0 Baltazar (2), Paulo Isidoro (2), Tarciso |

##### Tabela grupy L
| Poz | Klub                          | Mecze | Zw | Rem | Por | Pkt | BrZd | BrStr |
| --- | ----------------------------- | ----- | -- | --- | --- | --- | ---- | ----- |
| 1   | Grêmio Porto Alegre           | 6     | 5  | 0   | 1   | 10  | 13   | 5     |
| 2   | AA Ponte Preta                | 6     | 4  | 0   | 2   | 8   | 8    | 6     |
| 3   | Colorado EC                   | 6     | 2  | 0   | 4   | 4   | 9    | 7     |
| 4   | América São José do Rio Preto | 6     | 1  | 0   | 5   | 2   | 6    | 18    |

### Trzeci etap

#### Grupa M

##### Kolejka 1
| Data         | Mecz                                                         |
| ------------ | ------------------------------------------------------------ |
| 11 maja 1980 | CR Vasco da Gama – Fluminense FC 1:1 Jorge Mendonça – Edinho |
| 11 maja 1980 | São Paulo – Atlético Mineiro 0:0                             |

##### Kolejka 2
| Data         | Mecz                                                    |
| ------------ | ------------------------------------------------------- |
| 14 maja 1980 | Fluminense FC – Atlético Mineiro 0:2 Éder, Angelo       |
| 15 maja 1980 | CR Vasco da Gama – São Paulo 2:1 Dudu, Wilsinho – Leo s |

##### Kolejka 3
| Data         | Mecz                                                              |
| ------------ | ----------------------------------------------------------------- |
| 18 maja 1980 | São Paulo – Fluminense FC 3:2 Getúlio (2), Zé Sérgio – Edinho (2) |
| 18 maja 1980 | Atlético Mineiro – CR Vasco da Gama 0:0                           |

##### Tabela grupy M
| Poz | Klub             | Mecze | Zw | Rem | Por | Pkt | BrZd | BrStr |
| --- | ---------------- | ----- | -- | --- | --- | --- | ---- | ----- |
| 1   | Atlético Mineiro | 3     | 1  | 2   | 0   | 4   | 2    | 0     |
| 2   | CR Vasco da Gama | 3     | 1  | 2   | 0   | 4   | 3    | 2     |
| 3   | São Paulo        | 3     | 1  | 1   | 1   | 3   | 4    | 4     |
| 4   | Fluminense FC    | 3     | 0  | 1   | 2   | 1   | 3    | 6     |

#### Grupa N

##### Kolejka 1
| Data         | Mecz                                                   |
| ------------ | ------------------------------------------------------ |
| 11 maja 1980 | Cruzeiro EC – SE Palmeiras 0:0                         |
| 11 maja 1980 | Guarani FC – SC Internacional 1:2 Zenon – Cléo, Falcăo |

##### Kolejka 2
| Data         | Mecz                                                     |
| ------------ | -------------------------------------------------------- |
| 14 maja 1980 | SC Internacional – SE Palmeiras 2:1 Adílson (2) – Mococa |
| 15 maja 1980 | Cruzeiro EC – Guarani FC 0:2 Nardela, Capităo            |

##### Kolejka 3
| Data         | Mecz                                               |
| ------------ | -------------------------------------------------- |
| 18 maja 1980 | SE Palmeiras – Guarani FC 0:0                      |
| 18 maja 1980 | SC Internacional – Cruzeiro EC 1:0 Cláudio Mineiro |

##### Tabela grupy N
| Poz | Klub             | Mecze | Zw | Rem | Por | Pkt | BrZd | BrStr |
| --- | ---------------- | ----- | -- | --- | --- | --- | ---- | ----- |
| 1   | SC Internacional | 3     | 3  | 0   | 0   | 6   | 5    | 2     |
| 2   | Guarani FC       | 3     | 1  | 1   | 1   | 3   | 3    | 2     |
| 3   | SE Palmeiras     | 3     | 0  | 2   | 1   | 2   | 1    | 2     |
| 4   | Cruzeiro EC      | 3     | 0  | 1   | 2   | 1   | 0    | 3     |

#### Grupa O

##### Kolejka 1
| Data         | Mecz                                                          |
| ------------ | ------------------------------------------------------------- |
| 10 maja 1980 | Santos FC – AA Ponte Preta 3:0 Pita, Rubens Feijăo, Claudinho |
| 10 maja 1980 | CR Flamengo – Desportiva Cariacica 3:0 Zico (3)               |

##### Kolejka 2
| Data         | Mecz                                              |
| ------------ | ------------------------------------------------- |
| 14 maja 1980 | AA Ponte Preta – CR Flamengo 1:1 Humberto – Nunes |
| 15 maja 1980 | Santos FC – Desportiva Cariacica 0:0              |

##### Kolejka 3
| Data         | Mecz                                                                      |
| ------------ | ------------------------------------------------------------------------- |
| 18 maja 1980 | CR Flamengo – Santos FC 2:0 Zico (2)                                      |
| 18 maja 1980 | Desportiva Cariacica – AA Ponte Preta 2:1 Luís Cláudio, Botelho – Parraga |

##### Tabela grupy O
| Poz | Klub                 | Mecze | Zw | Rem | Por | Pkt | BrZd | BrStr |
| --- | -------------------- | ----- | -- | --- | --- | --- | ---- | ----- |
| 1   | CR Flamengo          | 3     | 2  | 1   | 0   | 5   | 6    | 1     |
| 2   | Santos FC            | 3     | 1  | 1   | 1   | 3   | 3    | 2     |
| 3   | Desportiva Cariacica | 3     | 1  | 1   | 1   | 3   | 2    | 4     |
| 4   | AA Ponte Preta       | 3     | 0  | 1   | 2   | 1   | 2    | 6     |

#### Grupa P

##### Kolejka 1
| Data         | Mecz                                                 |
| ------------ | ---------------------------------------------------- |
| 11 maja 1980 | Coritiba FBC – Corinthians Paulista 1:0 Vílson Tadei |
| 11 maja 1980 | Grêmio Porto Alegre – Botafogo FR 1:0 Kiese          |

##### Kolejka 2
| Data         | Mecz                                                                                |
| ------------ | ----------------------------------------------------------------------------------- |
| 14 maja 1980 | Coritiba FBC – Botafogo FR 1:0 Gardel                                               |
| 14 maja 1980 | Corinthians Paulista – Grêmio Porto Alegre 5:0 Geraldo (2), Sócrates (2), Biro-Biro |

##### Kolejka 3
| Data         | Mecz                                                  |
| ------------ | ----------------------------------------------------- |
| 17 maja 1980 | Botafogo FR – Corinthians Paulista 1:1 Gil – Vaguinho |
| 17 maja 1980 | Grêmio Porto Alegre – Coritiba FBC 1:0 Ancheta        |

##### Tabela grupy P
| Poz | Klub                 | Mecze | Zw | Rem | Por | Pkt | BrZd | BrStr |
| --- | -------------------- | ----- | -- | --- | --- | --- | ---- | ----- |
| 1   | Coritiba FBC         | 3     | 2  | 0   | 1   | 4   | 2    | 1     |
| 2   | Grêmio Porto Alegre  | 3     | 2  | 0   | 1   | 4   | 2    | 5     |
| 3   | Corinthians Paulista | 3     | 1  | 1   | 1   | 4   | 6    | 2     |
| 4   | Botafogo FR          | 3     | 0  | 1   | 2   | 1   | 1    | 3     |

### 1/2 finału
| Atlético Mineiro – SC Internacional 1:1 i 3:0 1 21.05 1980 Reinaldo – Cléo 2 25.05 1980 Éder (2), Reinaldo                                     |
| Coritiba FBC – CR Flamengo 0:2 i 3:4 1 21.05 1980 Zico (2) 2 25.05 1980 Vílson Tadei, Aladim, Luís Freire – Nunes (2), Carlos Alberto, Anselmo |

### Finał
| Atlético Mineiro – CR Flamengo 1:0 i 2:3 |
| 28 maja 1980 Belo Horizonte Estádio Mineirão (90 028) Atlético Mineiro – CR Flamengo 1:0 (0:0) Sędzia: Romualdo Arppi Filho Bramki: 1:0 Reinaldo 55 Atlético Mineiro (trener Procópio Cardoso Neto): João Leite – Orlando (Marcus Vinícius), Osmar, Luisinho, Jorge Valença, Chicão, Toninho Cerezo, Palhinha, Pedrinho, Reinaldo, Éder Aleixo Clube de Regatas do Flamengo (trener Cláudio Coutinho): Raul – Carlos Alberto, Rondinelli (Nélson), Marinho, Júnior, Andrade, Paulo César Carpegiani, Tita, Reinaldo, Nunes, Carlos Henrique (Anselmo)                                                                                                |
| 1 czerwca 1980 Rio de Janeiro Maracanã (154 355) CR Flamengo – Atlético Mineiro 3:2 (2:1) Sędzia: José de Assis Aragão Bramki: 1:0 Nunes 7, 1:1 Reinaldo 8, 2:1 Zico 44, 2:2 Reinaldo 66, 3:2 Nunes 82 Clube de Regatas do Flamengo (trener Cláudio Coutinho): Raul – Toninho, Manguito, Marinho, Júnior, Andrade, Paulo César Carpegiani (Adílio), Zico, Tita, Nunes, Júlio César Atlético Mineiro (trener Procópio Cardoso Neto): João Leite – Orlando (Silvestre), Osmar, Luisinho (Geraldo), Jorge Valença, Chicão, Toninho Cerezo, Palhinha, Pedrinho, Reinaldo, Éder Aleixo - Flamengo zwyciężył dzięki lepszym wynikom uzyskanym w półfinale. |

Mistrzem Brazylii w 1980 roku został klub CR Flamengo, a wicemistrzem Brazylii – Atlético Mineiro.

## Końcowa klasyfikacja sezonu 1980
W tabeli nie uwzględniono barażu rozegranego w grupie I między klubami Guarani FC i America FC.
| Poz | Klub                          | Mecze | Zw | Rem | Por | Pkt | BrZd | BrStr |
| --- | ----------------------------- | ----- | -- | --- | --- | --- | ---- | ----- |
| 1   | CR Flamengo                   | 22    | 14 | 6   | 2   | 34  | 46   | 20    |
| 2   | Atlético Mineiro              | 22    | 15 | 4   | 3   | 34  | 46   | 16    |
| 3   | SC Internacional              | 20    | 13 | 1   | 6   | 27  | 38   | 22    |
| 4   | Coritiba FBC                  | 20    | 11 | 4   | 5   | 26  | 38   | 21    |
| 5   | Corinthians Paulista          | 18    | 12 | 3   | 3   | 27  | 43   | 19    |
| 6   | Grêmio Porto Alegre           | 18    | 11 | 4   | 3   | 26  | 33   | 18    |
| 7   | Santos FC                     | 18    | 11 | 3   | 4   | 25  | 29   | 12    |
| 8   | CR Vasco da Gama              | 18    | 10 | 5   | 3   | 25  | 31   | 14    |
| 9   | São Paulo                     | 18    | 8  | 8   | 2   | 24  | 36   | 22    |
| 10  | Cruzeiro EC                   | 18    | 7  | 7   | 4   | 21  | 19   | 14    |
| 11  | Fluminense FC                 | 18    | 6  | 8   | 4   | 20  | 30   | 22    |
| 12  | AA Ponte Preta                | 18    | 8  | 3   | 7   | 19  | 30   | 23    |
| 13  | SE Palmeiras                  | 18    | 6  | 7   | 5   | 19  | 27   | 22    |
| 14  | Botafogo FR                   | 18    | 7  | 4   | 7   | 18  | 28   | 22    |
| 15  | Desportiva Cariacica          | 18    | 7  | 4   | 7   | 18  | 20   | 32    |
| 16  | Guarani FC                    | 18    | 6  | 6   | 6   | 18  | 17   | 15    |
| 17  | Santa Cruz FC                 | 15    | 5  | 6   | 4   | 16  | 20   | 17    |
| 18  | Clube do Remo                 | 15    | 6  | 3   | 6   | 15  | 14   | 14    |
| 19  | Colorado EC                   | 15    | 6  | 2   | 7   | 14  | 18   | 17    |
| 20  | Botafogo João Pessoa          | 15    | 5  | 4   | 6   | 14  | 18   | 28    |
| 21  | Joinville                     | 15    | 4  | 6   | 5   | 14  | 20   | 16    |
| 22  | Ceará SC                      | 15    | 4  | 5   | 6   | 13  | 20   | 22    |
| 23  | Atlético Goianiense           | 15    | 4  | 5   | 6   | 13  | 16   | 23    |
| 24  | America FC                    | 15    | 4  | 4   | 7   | 12  | 14   | 17    |
| 25  | EC Vitória                    | 15    | 4  | 3   | 8   | 11  | 19   | 37    |
| 26  | EC Bahia                      | 15    | 4  | 2   | 9   | 10  | 15   | 26    |
| 27  | Náutico                       | 15    | 3  | 4   | 8   | 10  | 17   | 23    |
| 28  | Ferroviário AC                | 15    | 2  | 6   | 7   | 10  | 13   | 24    |
| 29  | Sport Recife                  | 6     | 1  | 2   | 3   | 4   | 5    | 8     |
| 30  | Americano FC                  | 6     | 1  | 2   | 3   | 4   | 2    | 7     |
| 31  | Bangu AC                      | 6     | 1  | 1   | 4   | 3   | 6    | 13    |
| 32  | América São José do Rio Preto | 6     | 1  | 0   | 5   | 2   | 6    | 18    |
| 33  | Operário FC                   | 9     | 3  | 2   | 4   | 8   | 8    | 12    |
| 34  | América Natal                 | 9     | 1  | 5   | 3   | 7   | 6    | 18    |
| 35  | Itabaiana                     | 9     | 3  | 0   | 6   | 6   | 10   | 22    |
| 36  | Vila Nova FC                  | 9     | 2  | 2   | 5   | 6   | 5    | 15    |
| 37  | SE Gama                       | 9     | 1  | 4   | 4   | 6   | 9    | 18    |
| 38  | Clube de Regatas Brasil       | 9     | 2  | 1   | 6   | 5   | 9    | 13    |
| 39  | Mixto EC                      | 9     | 2  | 1   | 6   | 5   | 11   | 18    |
| 40  | Portuguesa São Paulo          | 9     | 2  | 1   | 6   | 5   | 7    | 19    |
| 41  | SC São Paulo                  | 9     | 1  | 3   | 5   | 5   | 6    | 15    |
| 42  | Nacional FC                   | 9     | 1  | 3   | 5   | 5   | 4    | 15    |
| 43  | EC Flamengo                   | 9     | 1  | 2   | 6   | 4   | 9    | 18    |
| 44  | Maranhão AC                   | 9     | 0  | 4   | 5   | 4   | 3    | 14    |